# 6.25 전쟁의 미국 제8군 전투 서열
이 목록은 미국 제8군의 6.25 전쟁 당시 전투 서열이다.

## 제8군
- 본부 및 본부중대
- 특수병력대
- 제1(I)군단; 1950년 9월 13일, 재소집 ~ 휴전
- 제9(IX)군단; 1950년 9월 23일, 재소집 ~ 휴전
- 제10(X)군단; 1950년 9월 26일, 재소집 ~ 휴전
- 제2공병여단; 1950년 9월 15일, 재소집 ~ 휴전
- 제409공병여단; 1951년 7월 27일
- 제10대항공기포병단; 1950년 9월 11일 ~ 1953년 6월 14일
- 제44대항공기포병여단 (임시); 1953년 6월 15일, 위의 부대를 대채함
- 제501통신정찰단; 1951년 7월 15일 ~ 휴전
- 제8046부대, 병기야전단; 1950년 8월 ~ 1951년 11월 10일
- 제59병기단; 1951년 11월 11일, 위의 부대를 대채함 ~ 휴전
- 제8137부대, 헌병단; 1951년 10월 7일 ~ 휴전
- 제8202부대, 주한 미군 군사고문단; 1949년 7월 1일 ~ 휴전
- 부산 기지사령부; 1950년 7월 4일, 창설 ~ 7월 12일
- 부산 군수사령부; 1950년 7월 13일, 개편 ~ 9월 18일
- 제2군수사령부; 1950년 9월 19일, 개편 ~ 1952년 11월 1일, 해산
- 제3군수사령부; 1950년 10월 10일, 창설 ~ 1953년 3월 20일, 해산
- 제8006부대, KCOMZ; 1952년 8월 1일, 창설 ~ 1955년 7월, 해산

### 1950년

#### 6월 25일
- 제1기병사단
- 제1보병사단
- 제24보병사단
- 제25보병사단
- 제40대항공기포병여단
- 요코하마 사령부
- 코베 사령부

#### 7월 13일
주한 제8군(Eighth United States Army in Korea (EUSAK)), 증원요청된 3개 군단이 1950년 9월에 도착할 때까지의 편성.
- 극동사령부 총본부, 전방사령부(ADCOM, GHQ); 1950년 6월 27일 ~ 7월 12일, USAFIK  (1950년 7월 4일) 전개 직후.
- 주한 연락단(Liaison Group in Korea)

- 제1기병사단
- 제2보병사단
- 제24보병사단
- 제25보병사단
- 제1임시해병여단
- 제5보병연대
- 부산 군수사령부
- 영국 제27보병여단
- 대한민국 제1군단
  - 수도사단
  - 제8사단
- 대한민국 제2군단
  - 제1사단
  - 제6사단
- 대한민국 제3사단

### 1953년 7월 27일

한국 전쟁 당시 제8군의 최종 전투서열

한국 군사 정전에 관한 협정 체결일
- 제1군단
- 제9군단
- 제10군단
- 대한민국 제1군단
  - 제1사단
  - 제21사단
- 대한민국 제2군단
  - 제6사단
  - 제7사단
  - 제8사단
  - 제11사단

## 제1군단
- 본부
  - 제16공병전투단; 1950년 11월
  - 제1169공병전투단(위를 대채함); 1950년 11월 ~ 1955년 1월 20일, 본토 귀환
  - 제51통신대대
  - 제303교신정찰대대
  - 제352교신정찰중대
  - 제622헌병중대
  - 제3경항공반
  - 제10육군우편부대
  - 제556공병기술첩보대
- 미국
  - 제1기병사단; 1950년 ~ 1951년 2월, 1951년 4월 ~ 1951년 12월
  - 제2보병사단; 1953년 1월 ~ 휴전
  - 제3보병사단; 1951년 1월 ~ 1953년 1월
  - 제7보병사단; 1953년 1월 ~ 휴전
  - 제24보병사단; 1950년 9월 13일 ~ 1951년 1월
  - 제25보병사단; 1951년 1월 ~ 1952년 3월, 1953년 1월 ~ 휴전
  - 제45보병사단; 1951년 1월 ~ 1953년 1월
  - 제1해병사단; 1953년 1월 ~ 휴전
- 영국연방
  - 제27보병여단; 1950년 9월 13일 ~ 1951년 4월 27일, 해체
  - 제1영국연방사단; 1952년 3월 ~ 1953년 1월
- 대한민국
  - 제1보병사단; 1950년 9월 13일 ~ 1951년 4월, 1952년 3월 ~ 휴전
  - 제2보병사단; 1953년 1월 ~ 휴전
  - 제8보병사단; 1952년 3월 ~ 1953년 1월
  - 제9보병사단; 1952년 3월 ~ 1953년 1월
  - 제25보병사단; 1953년 1월 ~ 휴전

## 제9군단
- 본부
  - 제36공병전투단
  - 제101통신대대
  - 제304교신정찰대대
  - 제212헌병중대
  - 제4경항공반
  - 제11육군우편부대
  - 제558공병기술첩보대
- 미국
  - 제1기병사단; 1951년 1월 ~ 1952년 1월
  - 제2보병사단; 1950년 9월 ~ 1951년 1월, 1952년 3월 ~ 1953년 1월
  - 제3보병사단; ? ~ 휴전
  - 제7보병사단; 1950년 9월 ~ 1951년 1월, 1952년 3월 ~ 1953년 1월
  - 제24보병사단; 1951년 1월 ~ 1952년 1월
  - 제25보병사단; 1950년 9월 ~ 1951년 1월
  - 제40보병사단; 1952년 3월 ~ 1953년 1월
  - 제1해병사단; 1951년 1월 ~ 1951년 3월
  - 제5연대전투단; 1952년 1월
  - 제187연대전투단; 1951년 1월 ~ 1951년 3월
- 영국
  - 제27보병여단; 1951년 2월 17일 ~ 4월 27일, 해체
- 대한민국
  - 수도사단; 1952년 3월 ~ 휴전
  - 제2보병사단; 1951년 3월 ~ 1952년 1월, 1952년 3월 ~ 1953년 1월
  - 제3보병사단; 1952년 3월 ~ 1953년 1월
  - 제6보병사단; 1951년 1월 ~ 1952년 1월
  - 제9보병사단; 1953년 1월 ~ 휴전

## 제10군단
- 본부
  - 제3군수사령부; 1950년 9월 19일 ~ 12월
  - 제19공병전투단
  - 제4통신대대
  - 제301교신정찰대대
  - 제330교신정찰중대
  - 제88헌병중대
  - 제5경항공반
  - 제507육군우편부대
  - 제557공병기술첩보대
- 미국
  - 제2보병사단; 1951년 4월 ~ 1952년 3월
  - 제3보병사단; 1950년 9월 24일 ~ 1951년 4월
  - 제7보병사단; 1950년 9월 24일 ~ 1951년 4월
  - 제25보병사단; 1952년 3월 ~ 1953년 1월
  - 제40보병사단; 1953년 1월 ~ 휴전
  - 제45보병사단; 1953년 1월 ~ 휴전
  - 제1해병사단; 1950년 10월 24일 ~ 1950년 12월, 1953년 1월
- 대한민국
  - 제2보병사단; 1950년 10월 ~ 1952년 3월
  - 제5보병사단; 1950년 10월 ~ 1951년 4월
  - 제7보병사단; 1951년 4월 ~ 휴전
  - 제8보병사단; 1950년 10월 ~ 1951년 4월; ? ~ 1952년 3월
  - 제12보병사단; 1953년 1월 ~ 휴전
  - 제20보병사단; 1953년 1월 ~ 휴전

## 참고
1. ↑  “Korean War Logistics Eighth United States Army 19 September 1950 to 31 December 1950” (PDF) (영어). 1986년 5월 9일. 11쪽. 2019년 12월 30일에 원본 문서 (PDF)에서 보존된 문서. 2019년 12월 30일에 확인함.

- Gordon L. Rottman (2002). 《korean war Order of Battle: United States, United Nations, and Communist Ground, Naval, and Air Forces, 1950-1953》 (영어). Greenwood Publishing Group. ISBN 9780275978358.